# Michael E. Burke
Michael Edmund Burke, född 15 oktober 1863 i Beaver Dam i Wisconsin, död 12 december 1918 i Beaver Dam i Wisconsin, var en amerikansk demokratisk politiker. Han var ledamot av USA:s representanthus 1911–1917.
Burke studerade juridik vid University of Wisconsin–Madison och inledde 1888 sin karriär som advokat i Beaver Dam. Han var Beaver Dams borgmästare 1908–1910. Till USA:s representanthus valdes han tre gånger men misslyckades med att bli vald till en fjärde mandatperiod.
Burke avled 1918 och gravsattes på St. Patrick's Cemetery i Beaver Dam.